# Hermann (Schiff)

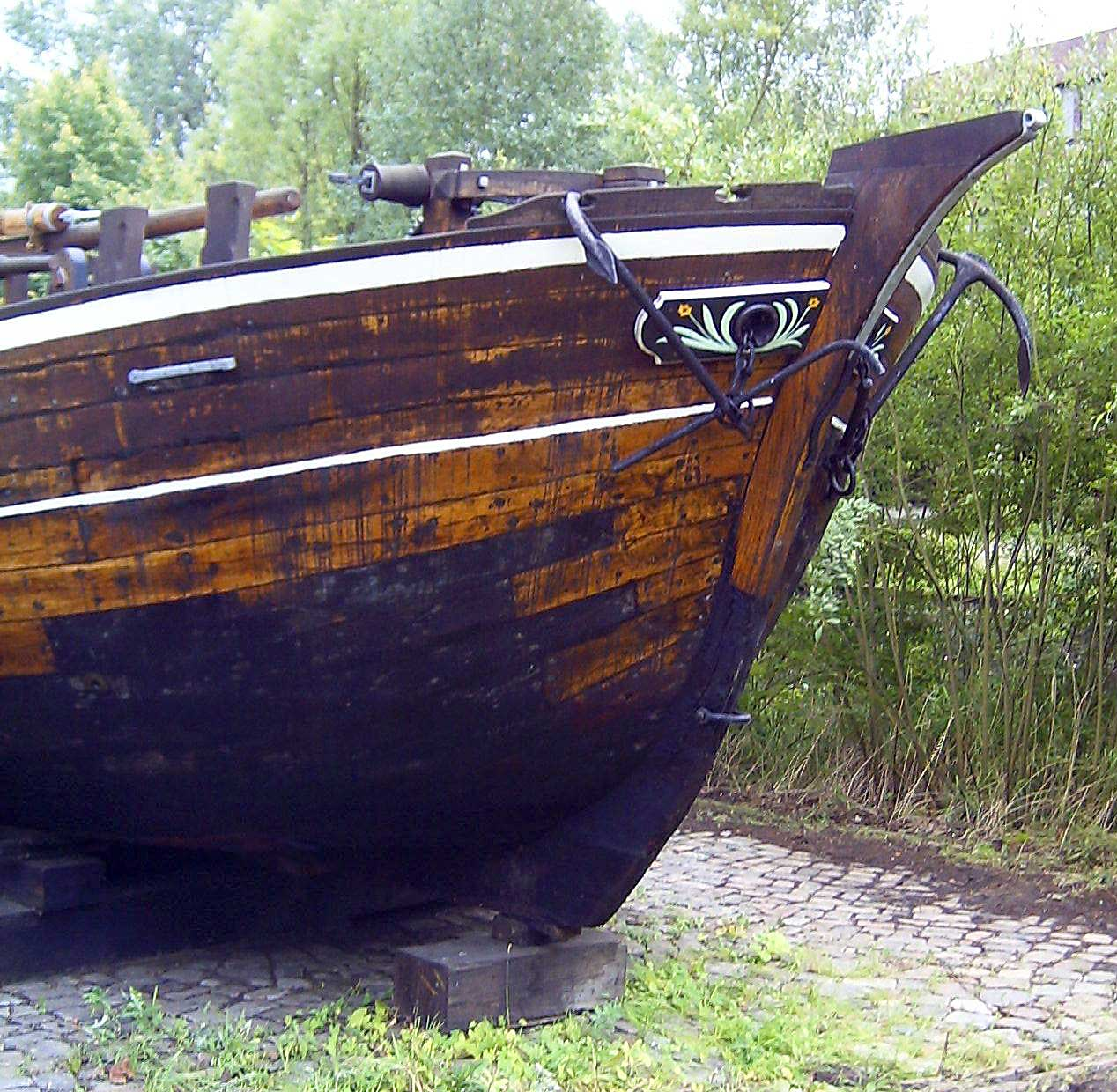
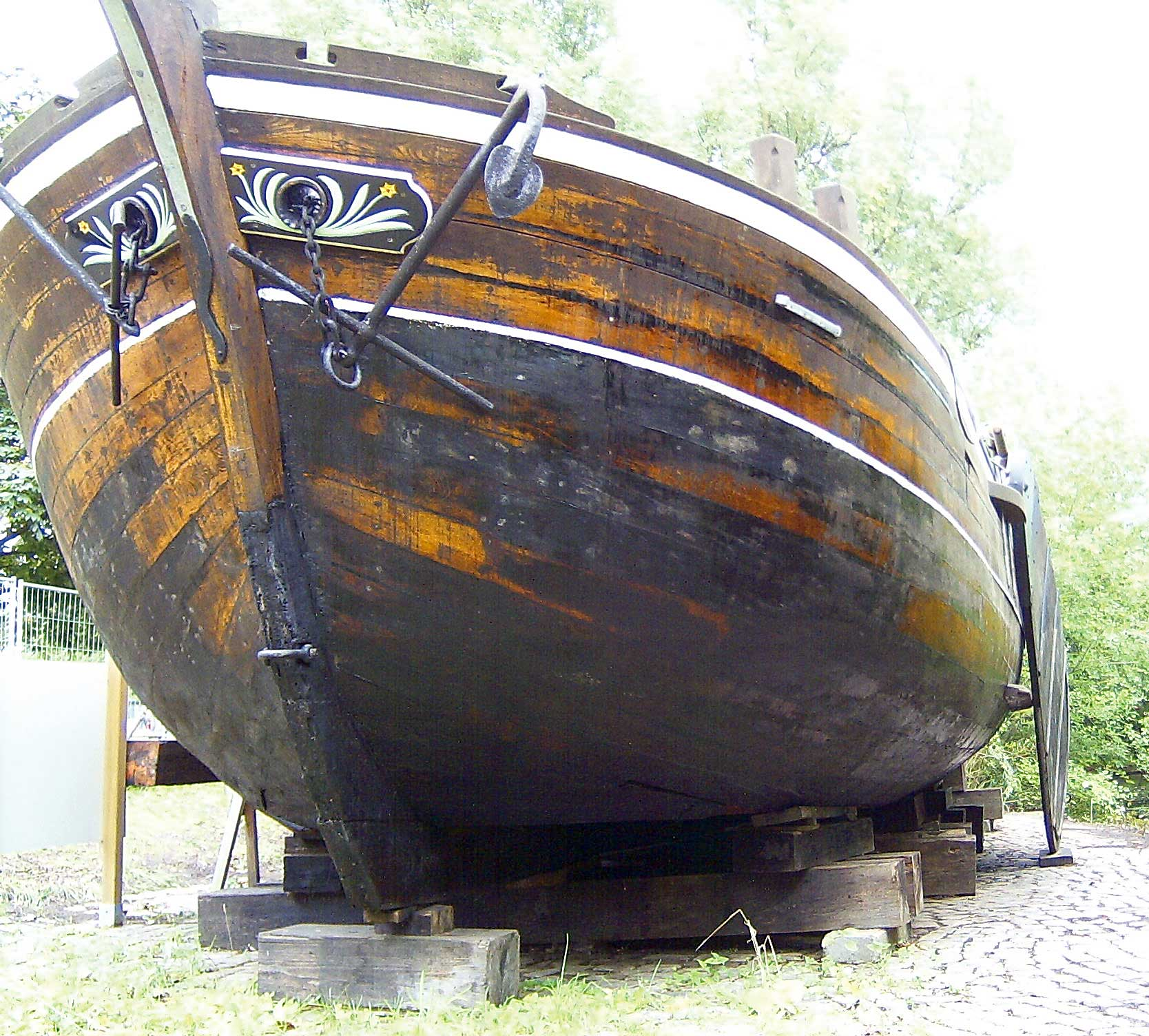
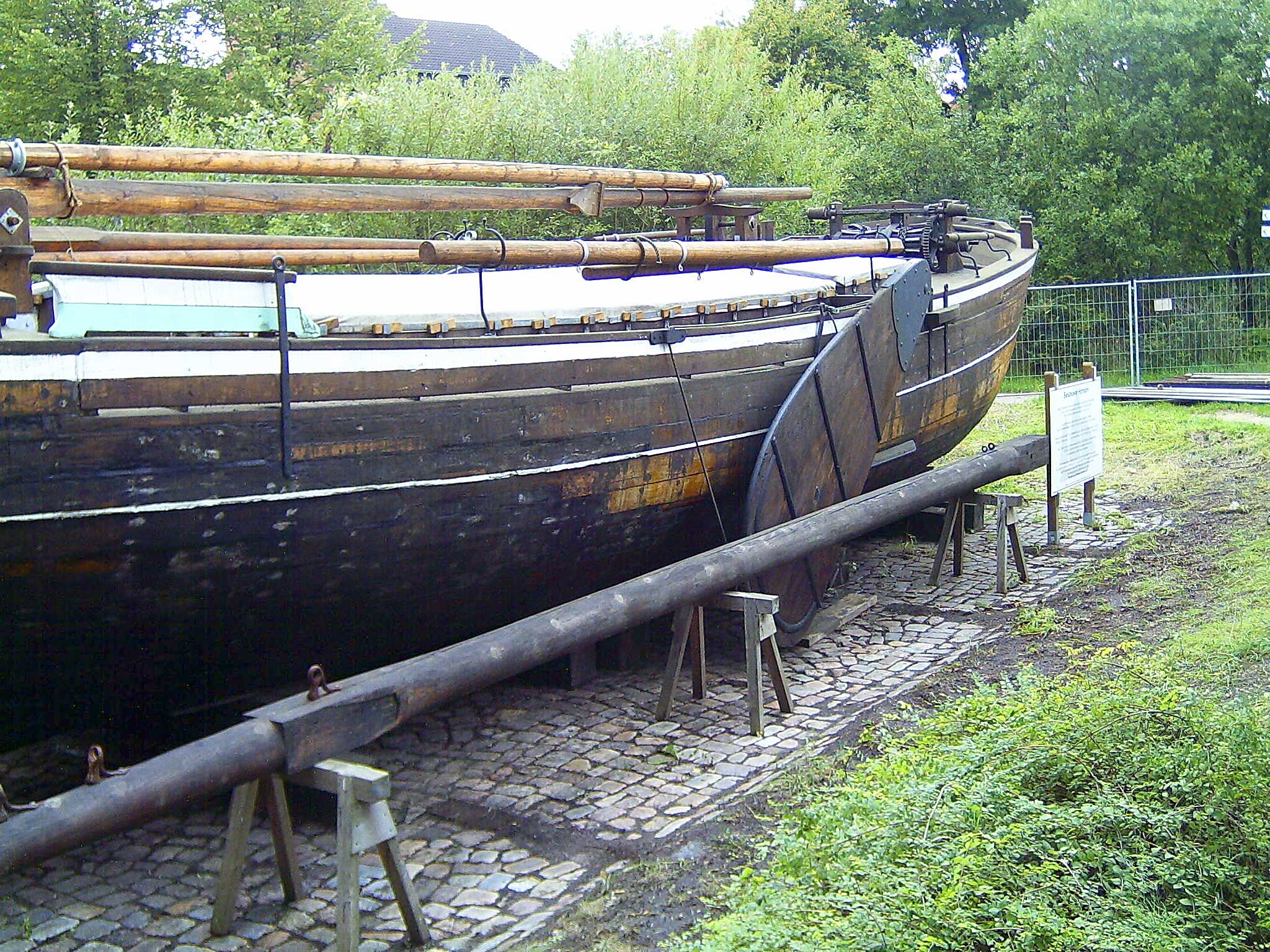
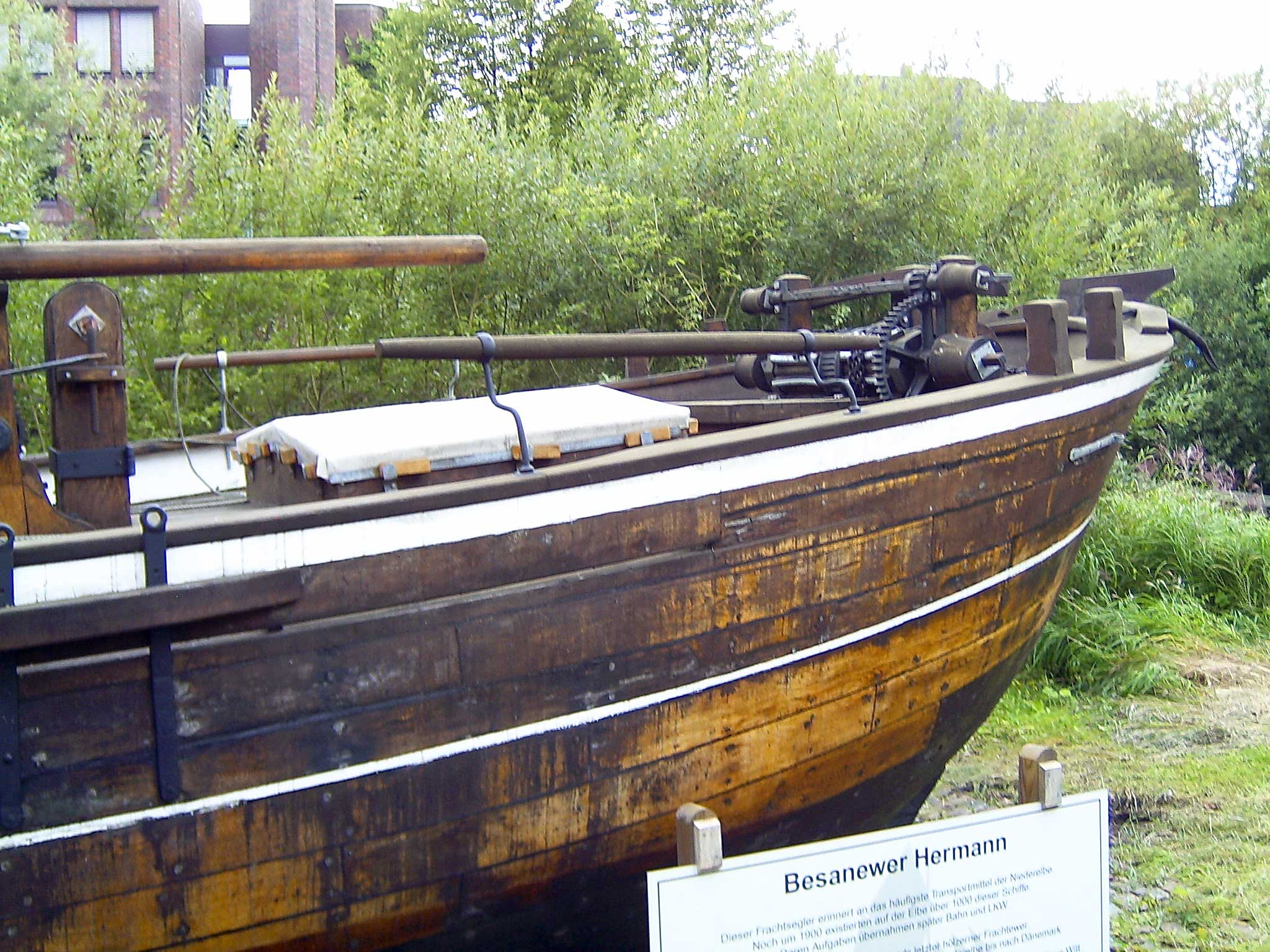
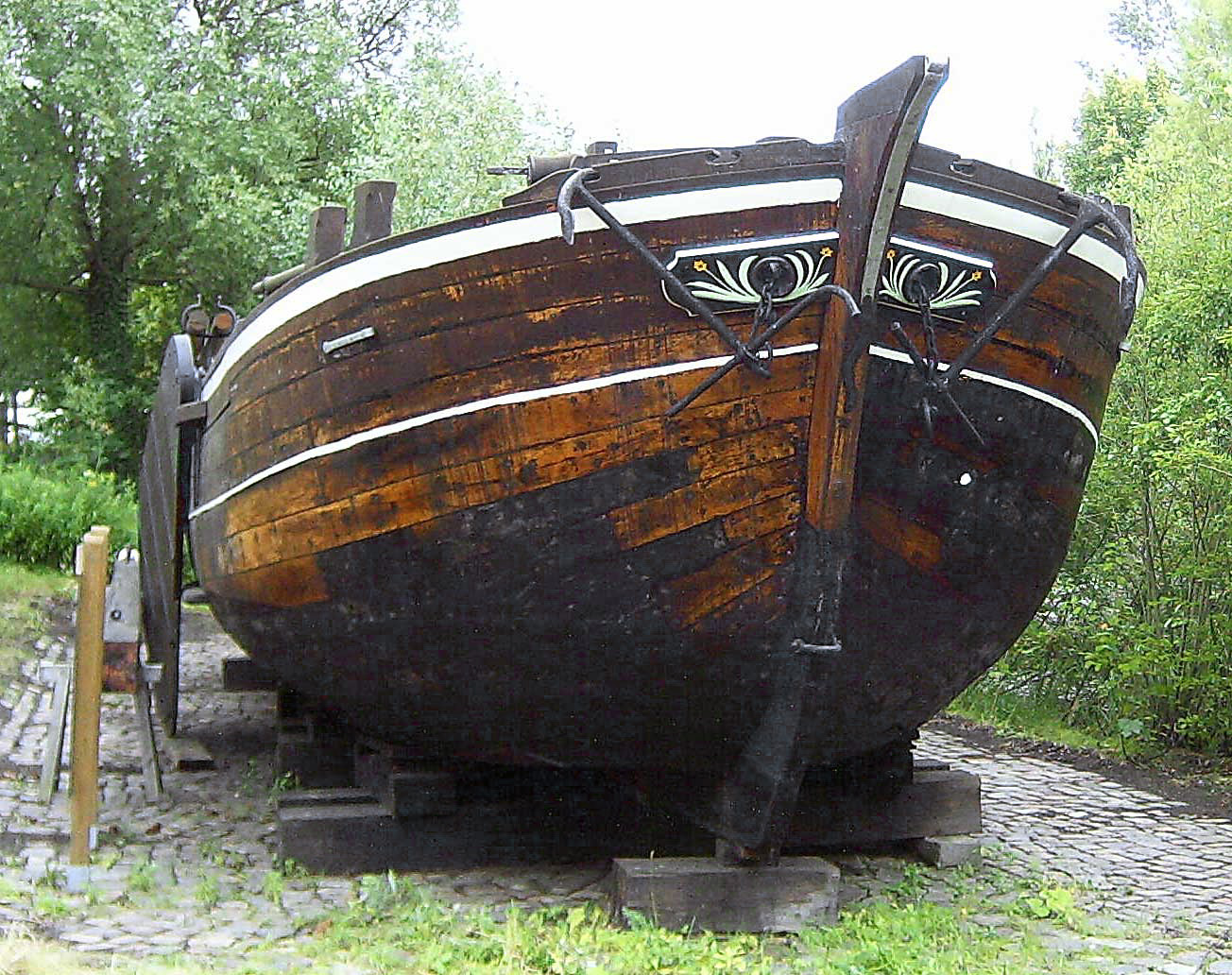

Die Hermann ist der letzte original erhaltene hölzerne Frachtewer. Über 1000 Schiffe dieses Typs sicherten noch vor 100 Jahren die Versorgung Hamburgs mit Frachtgütern über die Niederelbe.
Der Ewer wurde 1905 auf der Werft Claus Witt in Wewelsfleth gebaut. Nach zweimaliger Restaurierung (1978 und 1998) ist er heute nicht mehr schwimmfähig und ein reines Ausstellungsstück.
Die Hermann wurde am 28. Juni 2006 von der Stadt Itzehoe als Dauerleihgabe der Stiftung Hamburg Maritim übertragen. Am 9. September 2006 wurde sie auf dem Landweg nach Hamburg überführt und ist seitdem im Schaudepot des Deutschen Hafenmuseums im historischen Schuppen 50 zu besichtigen.